# 1323

## Události
- Karel IV. poslán na výchovu do Paříže
- první zmínka o Vilniusu
- založen ženský cisterciácký klášter Staré Brno
- kanonizace Tomáše Akvinského
- založen francouzský cisterciácký klášter Pontifroy

## Vědy a umění
- Vilém Ockham dokončil své kompendium logiky Summa logicae

## Narození
- 9. února – Markéta Brabantská, flanderská hraběnka (†1368)
- 27. března – Anna Lucemburská, rakouská, štýrská a korutanská vévodkyně († 3. září 1338)
- ? – Giovanni di Marignolli, italský cestovatel († pravděpodobně před 1362)
- ? – Bernabo Visconti, milánský vládce († 18. prosince 1385)

## Úmrtí
- 16. října – Amadeus V. Savojský, savojský hrabě (* 1252/1253)
- 25. března – Marie Uherská, neapolská královna jako manželka Karla II. (* asi 1257)
- 4. září – Šidebala, císař říše Jüan a veliký chán mongolské říše (* 22. února 1303)
- listopad – Malhun Hatun, první manželka zakladatele Osmanské říše, Osmana I. a matka jeho následníka Orhana I. (* ?)
- ? – Augustin Gažotič, chorvatský biskup, dominikán a blahoslavený (* cca 1260)
- ? – Isabela Burgundská, rakouská vévodkyně a římská královna jako druhá manželka Rudolfa Habsburského (* 1270)
- ? – Kateřina Habsburská, kalábrijská vévodkyně, dcera římského krále Albrechta I. (* 1295)

## Hlava státu
- České království – Jan Lucemburský
- Svatá říše římská – Ludvík IV. Bavor– Fridrich Sličný
- Milánské panství – Galeazzo I. Visconti
- Benátská republika – Giovanni Soranzo
- Vlámské hrabství – Ludvík I. Vlámský
- Pasovské biskupství – Albert II. Sasko-Wittenberský
- Papež – Jan XXII.
- Neapolské království – Robert I. Moudrý
- Anglické království – Eduard II.
- Francouzské království – Karel IV. Sličný
- Skotské království – Robert I.
- Kastilské království – Alfons XI. Spravedlivý
- Portugalské království – Dinis I. Hospodář
- Polské knížectví – Vladislav I. Lokýtek
- Uherské království – Karel I. Robert
- Byzantská říše – Andronikos II. Palaiologos
- Osmanská říše – Osman I.